# Allograpta
Allograpta är ett släkte av tvåvingar. Allograpta ingår i familjen blomflugor.

## Bildgalleri

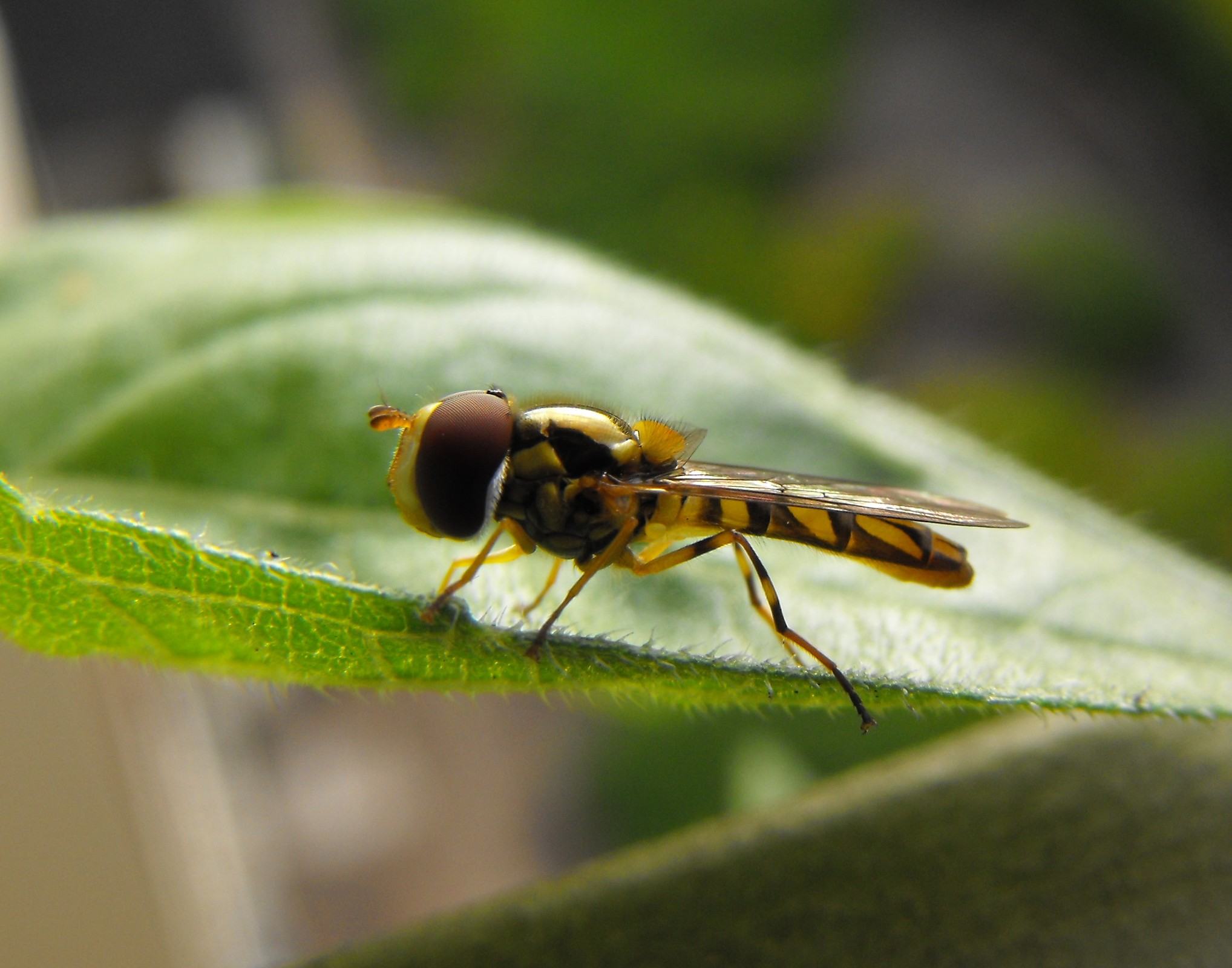
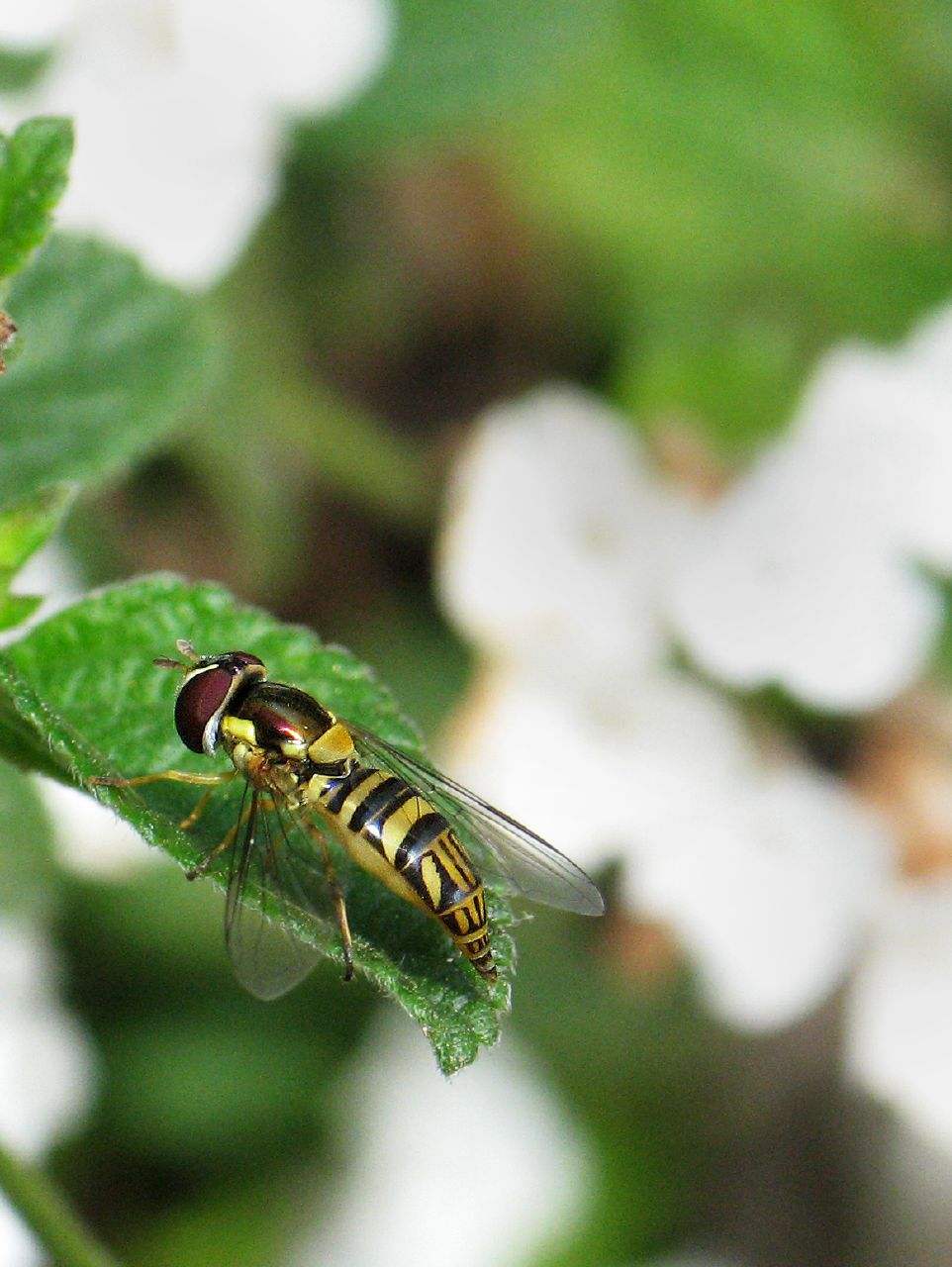

## Dottertaxa tillAllograpta, i alfabetisk ordning[1]
- Allograpta aenea
- Allograpta aeruginosifrons
- Allograpta alamacula
- Allograpta alta
- Allograpta altissima
- Allograpta amphoterum
- Allograpta annulipes
- Allograpta aperta
- Allograpta argentipila
- Allograpta ascita
- Allograpta atkinsoni
- Allograpta aurotibia
- Allograpta australensis
- Allograpta bilineella
- Allograpta borbonica
- Allograpta browni
- Allograpta buruensis
- Allograpta calopoides
- Allograpta calopus
- Allograpta centropogonis
- Allograpta citronella
- Allograpta colombia
- Allograpta decemmaculata
- Allograpta distincta
- Allograpta dorsalis
- Allograpta dravida
- Allograpta eupeltata
- Allograpta exotica
- Allograpta falcata
- Allograpta fasciata
- Allograpta fascifrons
- Allograpta flavofaciens
- Allograpta flavophylla
- Allograpta flukei
- Allograpta forreri
- Allograpta funeralia
- Allograpta fuscotibialis
- Allograpta hastata
- Allograpta hians
- Allograpta hirsutifera
- Allograpta hollowayae
- Allograpta hortensis
- Allograpta hudsoni
- Allograpta hypoxantha
- Allograpta imitator
- Allograpta insularis
- Allograpta javana
- Allograpta kinabalensis
- Allograpta latifacies
- Allograpta limbata
- Allograpta longulus
- Allograpta lucifera
- Allograpta luna
- Allograpta macquarti
- Allograpta maculipleura
- Allograpta maritima
- Allograpta medanensis
- Allograpta micrura
- Allograpta mu
- Allograpta nasigera
- Allograpta nasuta
- Allograpta neofasciata
- Allograpta neotropica
- Allograpta nigripilosa
- Allograpta nigritibia
- Allograpta nishida
- Allograpta nummularia
- Allograpta obliqua
- Allograpta obscuricornis
- Allograpta pallida
- Allograpta phaeoptera
- Allograpta philippina
- Allograpta piurana
- Allograpta plaumanni
- Allograpta pseudoropalus
- Allograpta pulchra
- Allograpta purpureicollis
- Allograpta quadricincta
- Allograpta radiata
- Allograpta rediviva
- Allograpta remigis
- Allograpta robinsoni
- Allograpta robinsoniana
- Allograpta roburoris
- Allograpta ropalus
- Allograpta rostrata
- Allograpta rufifacies
- Allograpta saussurii
- Allograpta schlingeri
- Allograpta septemvittata
- Allograpta similis
- Allograpta strigifacies
- Allograpta sycorax
- Allograpta syrphica
- Allograpta taibaiensis
- Allograpta tectiforma
- Allograpta teligera
- Allograpta tenella
- Allograpta varipes
- Allograpta ventralis
- Allograpta zumbadoi